# Amphipsyche apicalis
Amphipsyche apicalis är en nattslända som beskrevs 1939 av Nathan Banks. Arten ingår i släktet Amphipsyche och familjen ryssjenattsländor. Den förekommer i södra Asien och inga underarter finns listade i Catalogue of Life.